# Ламар
Вижте пояснителната страница за други личности с името Ламар.
Лалю Маринов Пончев, известен с литературния си псевдоним Ламар, е български поет и писател.

## Биография
Роден е на 1 януари 1898 г. в с. Калейца, област Ловеч. Завършва Търговската гимназия в Свищов през 1916 г. и Школата за запасни офицери през 1918 г. Участва в Първата световна война.
След войната работи в Троян, откъдето е уволнен от чиновническа служба за анархистичните си убеждения през 1923 г. Премества се в София и се сближава още същата година с Гео Милев и Христо Ясенов. От 1925 до 1947 г. Ламар ръководи основаната от него печатница „Ново изкуство“, редактира и издава сп. „Новис“ (1929 – 1932). Участва във втората фаза на Втората световна война.
През месец юни 1926 г. в София действително излиза брой 1 на списание „Начало“, първото по-мащабно анархистическо начинание след събитията от 1925 г. На списанието сътрудничат анархистите Мицо Андонов, Лалю Маринов – Ламар, Константин Кантарев, Славчо Васев, Трайчо Доброславски, Димитър Димитров, Димитър Косев, Здравко Сребров, Буко Пити, Витош Таджер, Владимир Харизанов, Невяна Липошлиева – Липа, Емануил Емануилов и други.
След 9 септември 1944 г. е редактор на списанията „Български воин“ и „Турист“, на вестник „Ехо“ и др. Умира в София на 21 февруари 1974 г.

## Памет
На Ламар е наречена улица в квартал „Драгалевци“ в София (Карта).